# Opiniones religiosas de Adolf Hitler

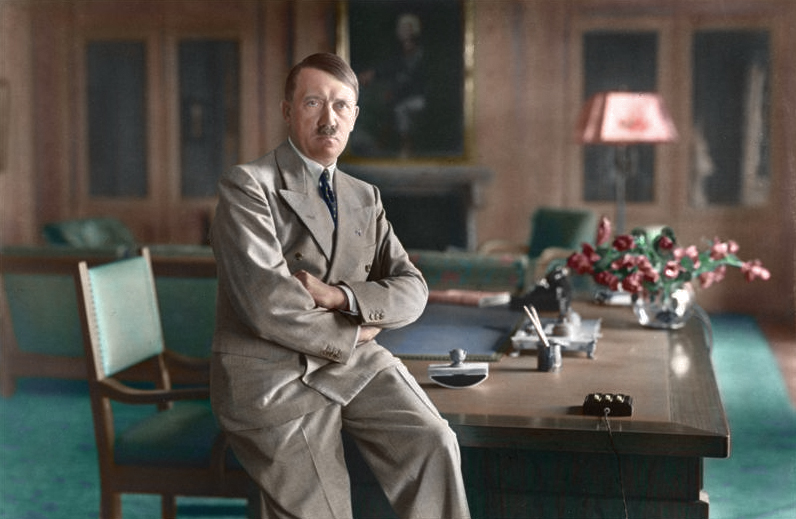
Hitler en su despacho (1933).

Existen versiones contradictorias acerca de las creencias religiosas de Adolf Hitler, su opinión sobre la religión y sus vínculos con la Iglesia. A menudo, este tema ha sido objeto de debate histórico entre biógrafos y controversia debido a las inconsistencias, incongruencias y discrepancias entre discursos públicos de Hitler y sus declaraciones privadas.
Múltiples historiadores concuerdan en que Hitler ofrecía una imagen pública en la que no se mostraba como contrario a la religión; en realidad, incluso antes de la llegada de los nazis al poder, parecía tener un plan encubierto que buscaría acabar primero con el judaísmo, y posteriormente con el cristianismo en el Reich, reemplazando estas religiones con el nacionalsocialismo; esto por medio del control y la subversión total de las iglesias alemanas al término de la guerra.

## Infancia y juventud

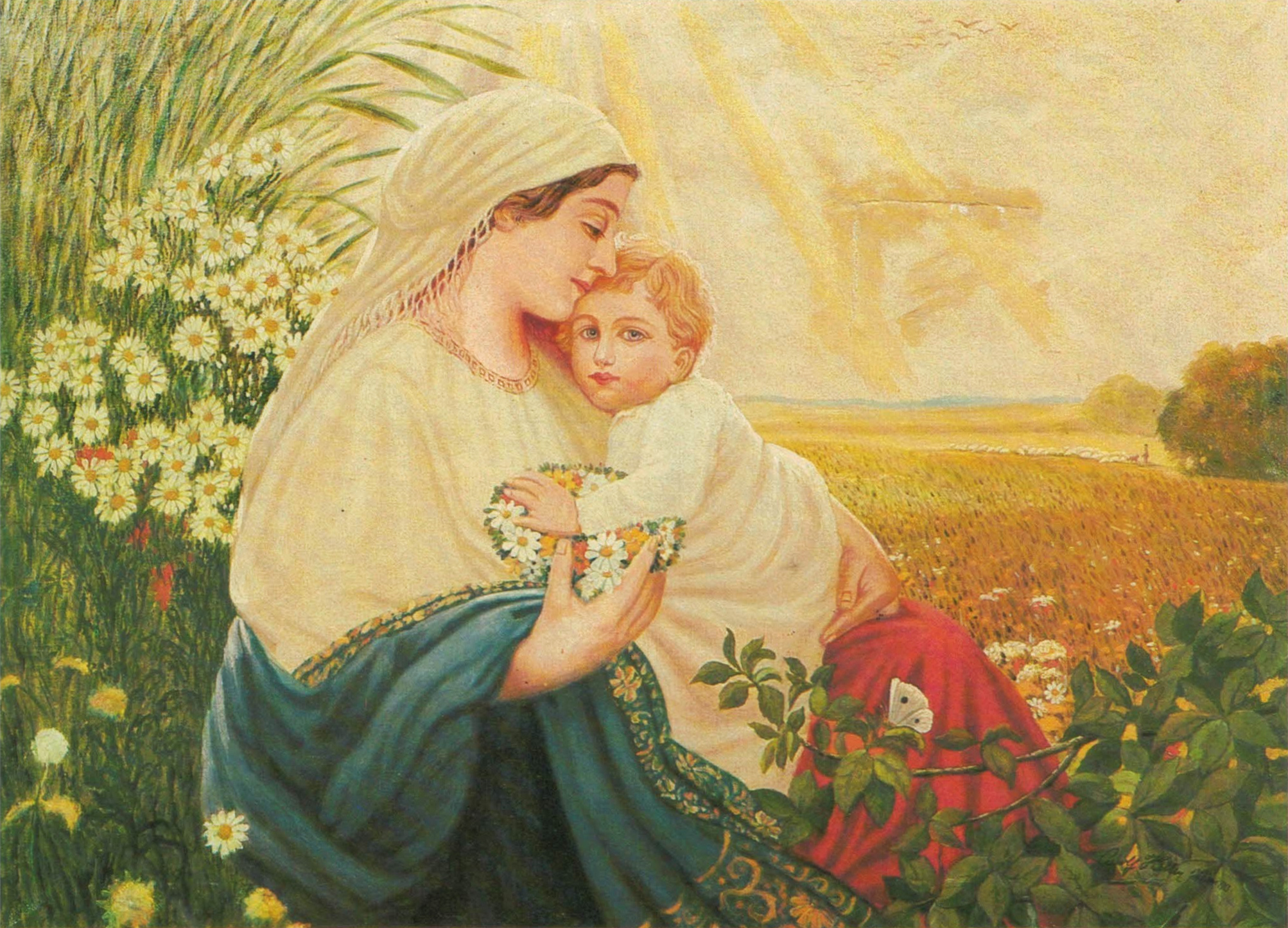
Óleo sobre lienzo pintado por Adolf Hitler en 1913, donde se representa a Jesucristo durante su infancia con su madre María.

Adolf Hitler fue criado por un padre escéptico y anticlerical y por una madre católica devota. Después de su infancia dejó de ir a misa y de participar en los sacramentos católicos. Durante su juventud, Hitler se interesó mucho por la mitología, especialmente la germana y teutónica, lo que se refleja en el interés que tenía por la historia hindú de la raza aria, y su posterior elección de la esvástica para el Partido Nazi. También se sabe que era aficionado a la astrología, al yoga, y a la mística medieval.

## Previo al régimen nazi
Se ha indicado que, antes de ser führer, el partido naciente de Hitler (el National Sozialistische Deutsche Arbeiter Partei) exigía, en su artículo 24, «completa libertad de religión». En una época en la que la religión mayoritaria en Alemania se dividía entre católicos y protestantes, Hitler estaba al tanto de la religiosidad de buena parte del pueblo alemán; aunque también era consciente de ideas emergentes en Europa, como el racismo científico. En este contexto, dirigió su autobiografía Mi lucha a sus simpatizantes, escribiendo de forma retórica y con intención persuasiva, el libro que a menudo ha sido referido por historiadores como «la biblia nazi».
En el escrito, en conjunto con diferentes discursos públicos al inicio de su carrera pública, Hitler comenzó a promover la idea de un dios nazi como argumento a favor de su ideología racial, planteando la idea de que solamente la raza aria (de la cual descienden, según él, los alemanes) estaba hecha a la imagen de la divinidad. Al mismo tiempo, el libro alude a la lucha entre especies, alegando que la unión con las razas «inferiores» y «débiles» impedía el proceso evolutivo, y "profana" la imagen de la divinidad. Por un lado, Hitler acusó a los judíos de ser enemigos de toda civilización y espiritualidad.
El sectarismo de la propuesta en el régimen nazi fue tan lejos que incluso escribió que tratar de evangelizar a las razas «inferiores» en África constituía un «pecado» en contra de la pureza aria, y por esto llamó a las iglesias del país a que dejaran de enviar misioneros, que se centraran en una Europa que estaba perdiendo millones de creyentes y que dejaran de intentar convertir a los negros.
Erich Ludendorff fracasó en las elecciones de 1925 y fundó la Liga de Tannenberg (Tannenbergbund), una secta exclusivamente místico-religiosa. Hitler, que había tomado algunas ideas religiosas de Artur Dinter y de Dietrich Eckart, se opuso a las de Ludendorff, escribiendo en Mi Lucha:

Lo curioso de este pueblo es que no para de hablar del antiguo heroísmo germánico, de la oscura prehistoria, las hachas de piedra, las lanzas y los escudos, pero en realidad son los mayores cobardes que uno pueda imaginar. El mismo pueblo que enarbola imitaciones académicas de las antiguas espadas de estaño alemanas y luce un disfraz de piel de oso con cuernos de toro sobre barbadas cabezas, no predica en el presente más que la lucha con armas espirituales y corre todo lo que puede para huir de la cachiporra comunista.

Dos años después, Hitler prohibió a los nazis adherirse a la Liga de Tannenberg.

## Durante el régimen nazi
La relación pública de Hitler con la religión se caracterizó por tener una base de pragmatismo oportunista. Hitler, en un discurso dado en 1933, hizo unas declaraciones a favor del cristianismo en el Reichstag alemán, en las que dijo:

Las ventajas de índole política personal que pudieran resultar de compromisos con organizaciones ateístas no compensan ni con mucho, las consecuencias que se hace patentes en la destrucción de valores morales de todos. El Gobierno nacional ve en las dos confesiones cristianas los factores más importantes para el mantenimiento de nuestro pueblo. El gobierno nacional respetará todos los compromisos concertados entre ellas y los países. Sus derechos no serán restringidos. La preocupación del gobierno en la sincera colaboración entre la Iglesia y el Estado; la lucha contra una ideología materialista en pro de una verdadera comunidad popular sirve a los intereses de la nación alemana lo mismo que al bien de nuestra Fe cristiana. Del mismo modo el Gobierno del Reich da importancia suma a sus amistosas relaciones con el Vaticano, viendo en el cristianismo el fundamento inamovible de moral y virtud popular.
Adolf Hitler, 23 de marzo de 1933.

Sin embargo, según el arquitecto en jefe de Hitler, Albert Speer, Hitler en su adultez realizó fuertes declaraciones en contra de la Iglesia a sus socios políticos. Se dice también que ordenó a sus principales colaboradores a seguir siendo miembros oficialmente, «aunque no tuvieran ningún apego verdadero a la misma». A pesar de que personalmente era escéptico de la religión, se acepta que Hitler se mostró reacio a hablar públicamente contra la Iglesia por razones políticas.
Durante su régimen político, Hitler mantuvo una posición pública de reconocimiento oficial a la Iglesia católica; sin embargo, Allan Bullock afirmó que personalmente se había vuelto hostil a sus enseñanzas. Una vez que obtuvo su cargo político, accedió a un concordato con la Iglesia católica el 20 de julio de 1933; sin embargo, casi inmediatamente después de firmar su concordato, disolvió la Liga de la Juventud Católica y decretó una ley de esterilización que conmocionó a la comunidad religiosa. De igual forma, se ha señalado que durante la purga del 30 de junio de 1934, se ordenó el asesinato de Erich Klausener, dirigente de Acción Católica, y en los años siguientes arrestó y comenzó el creciente arresto de clérigos, sacerdotes y monjas.
En su carta encíclica del 14 de marzo de 1937, Mit brennender Sorge (Con ardiente preocupación), el pontífice Pío XI acusó al gobierno nazi de «sembrar la cizaña de la sospecha, la discordia, el odio, la calumnia, de secreto, y la abierta hostilidad fundamental en contra de Cristo y de su Iglesia». El documento comenzó a ser leído en algunas iglesias alemanas, y como reacción, Hitler mandó a la Gestapo a que impidiera que esto continuara.
Para múltiples analistas, Hitler usó su imagen de tolerancia oficial a la Iglesia meramente como una estrategia política, al ser consciente de la influencia de la Santa Sede o la comunidad católica en Europa. David Cymet (2010) señala una conversación privada que Hitler sostuvo con Artur Dinter, en la que se le cita diciendo:

Para alcanzar el poder, es importante no desprenderse de la Iglesia Católica, la cual tiene gran influencia en Alemania... Debemos mostrarles a los católicos de Alemania que están en manos más seguras con los Nacional Socialistas, que con los del Partido del Centro
Hitler, (1925)

El historiador judío David G. Dalin dice que: como se deduce claramente de sus escritos y de sus conversaciones, Hitler no solo había dejado de considerarse católico mucho tiempo antes de llegar al poder, sino que tenía tendencias personales anticatólicas.[cita requerida]
A pesar de las peticiones de Martin Bormann, el régimen de Hitler tampoco abogó públicamente por el ateísmo de Estado, aunque Richard J. Evans escribió que Hitler repitió reiteradas veces que el nazismo era una ideología secular, supuestamente fundada en la ciencia. En este sentido, diversos analistas han identificado a Hitler como un firme partidario del darwinismo social que implementó medidas a favor de la eugenesia, y también llegó a platear discursos y políticas públicas en términos del evolucionismo teísta por razones políticas. Evans cita a Hitler afirmando que eventualmente "el Nacional Socialismo y la religión no podrían ser capaces de coexistir juntos".
En su libro, Hitler hizo mención constante a Karl Lueger, que era líder del Partido Socialcristiano en Austria, una organización pseudoreligiosa con tendencias políticas de tintes sectarios y antisemitas. Aunque Hitler admiraba a Lueger, nunca llegó a formar parte de su partido debido a que le "molestaban los vínculos que tenía con el clero".
Antes del comienzo de la Segunda Guerra Mundial, Hitler siguió promoviendo su ideología. Hacia 1936, se requería que todos los alemanes que quisieran casarse oficialmente tuvieran una copia del libro de Hitler. Pronto se comenzó con una secta religiosa que planteaba una doctrina política: nombrada por Alfred Rosenberg como Deutsche Christen o positives Christentum, un movimiento que purgaba al cristianismo de sus elementos judeocristianos de la historia, y, en su lugar, los infundía con la filosofía nazi. Dicha ideología negaba el origen hebreo o judío del Nuevo Testamento, rechazaba abiertamente todas las creencias cristianas del Antiguo Testamento, el Credo de los Apóstoles y el Apóstol Pablo, y en cambio, postulaba como base ideológica, no a los evangelios, sino al Partido Nazi. Irónicamente, sus proponentes principales (Rosenberg, Himmler, Goebbels y Bormann) eran bastantes conocidos por su rotundo odio al cristianismo, además de su antisemitismo. En la opinión de John S. Conway, este supuesto cristianismo nazi "fue eviscerado de todos los dogmas ortodoxos más esenciales", dejando sólo "la más vaga impresión combinada con prejuicios contra los judíos" que pocos reconocerían como "verdadero cristianismo". Laurence Rees, expresó que "la relación pública de Hitler con la cristiandad, de hecho su relación con la religión en general, fue oportunista. No existe evidencia de que el propio Hitler, en su vida personal, haya expresado alguna vez alguna creencia individual sobre los principios básicos de la iglesia cristiana".
De acuerdo a Leo Stein (2003), Hitler comprendía la relevancia de la religión en la sociedad, y por ello su régimen trató de infundir una "religión nazi" disfrazada para reemplazar progresivamente a las antiguas religiones. Sin embargo, el académico Robert S. Wistrich señala que los creyentes devotos en Alemania rechazaron la idea de un "Jesús" ario o de un "dios nazi" rotundamente, dándose cuenta de su carácter sectario.
En sus últimos años Hitler llegó a despreciar al cristianismo por su origen judío y porque lo consideraba el padre del comunismo. En su círculo más cercano Hitler solía pronunciar largos monólogos, a modo de propuestas de mesa, que su secretario personal, Martin Bormann, anotaba minuciosamente. Así, en 1943, en plena guerra y dos años antes de su muerte, Hitler dijo:

El golpe más duro para la humanidad es el cristianismo, el comunismo es hijo del cristianismo, son todo invenciones de los judíos.
Adolf Hitler, 1943.

El gobierno de Hitler se caracterizó por la persecución religiosa no sólo de judíos sino también de ciertos grupos católicos disidentes, protestantes, testigos de Jehová, y otras clases de clero y organizaciones religiosas que se oponían al nacionalsocialismo, incluyendo la Iglesia Confesante. De acuerdo con Douglas Miller, el plan hitleriano en contra de la religión ya estaba parcialmente en efecto en la Alemania Nazi, puesto que se querían prohibir los matrimonios en las iglesias y los bautismos.

## Análisis académicos
El historiador Robert Soucy afirmó que Hitler creía personalmente que las creencias judeocristianas y las ideas nazis eran incompatibles, y estaba dispuesto a reemplazar al cristianismo con una "forma racista de paganismo de guerra"[cita requerida]. Asimismo, el biógrafo de Hitler, Alan Bullock, confirmó que, aunque su madre quiso criarlo como católico, Hitler se volvió un materialista que en realidad veía al cristianismo como una religión "apta para los esclavos", y en contra de la ley natural de la supervivencia del más apto.
Según Max Domarus, hacia 1937, Hitler había descartado totalmente la creencia en la concepción judeocristiana de Dios, pero continuó usando la palabra "dios" en su discursos. De forma similar, Alan Bullock escribió que a pesar de que inicialmente Hitler empleó con frecuencia el lenguaje de "divina providencia" en defensa de su propio mito, en última instancia, compartió con el dictador soviético Iósif Stalin, un punto de vista materialista, "basado en la certeza de los racionalistas del siglo XIX de que el progreso de la ciencia destruiría todos los mitos y ya había probado que la doctrina cristiana era absurda". Por su parte, el biógrafo Joseph Howard, reafirma igualmente que Hitler menospreciaba la religión, y al igual que Marx, la consideraba un "opio de las masas".
Otros autores afirman que, desde joven, Hitler fue particularmente influido por las ideas antirreligiosas de su compatriota Friedrich Nietzsche. Hitler llegó a usar frecuentemente el término de "Übermensch" ("superhombre") para referirse a la llamada "raza aria".
A su vez, Hitler se posicionó en contra del pensamiento de Nietzsche, llegando a mofarse del mismo:

"Ya he prohibido todas estas tonterías firmemente varias veces - dijo Hitler - todas estas historias de los lugares de Thing, de los solsticios, de la serpiente de Mittgard y todo lo que está sacado de los tiempos germánicos primitivos. Después les leen a los jóvenes de 15 años a Nietzsche y a través de citas ininteligibles les hablan del superhombre y les dicen que eso han de ser ellos"

## Hostilidad y simpatías hacia el cristianismo
Mientras algunos señalan que Hitler creía en una fuerza suprema o llegó a mencionar a un Dios ideológicamente nazi, otros autores como Paul Brooker dicen que Hitler era en realidad "un ateo en privado". Múltiples registros de sus citas confirman y niegan que rechazara la idea del Dios judeocristiano. Sus acciones reflejan un exacerbada intolerancia especialmente contra el judaísmo, y su antisemitismo, en la opinión de Lucy Dawidowicz, se asemejaba al de Martín Lutero. Sin embargo, Wilhelm Marr, con su ensayo sobre La victoria del judaísmo frente al germanismo: desde un punto de vista confesional, insistía en que la oposición que Hitler proponía contra el judío era en una base racial, y no realmente religiosa.

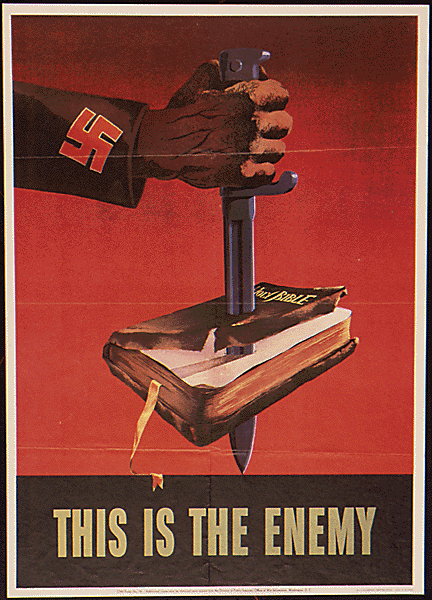
"This is the enemy" ("Este es el enemigo"), 1941, propaganda estadounidense antinazi destinada a promover el rechazo contra el sistema nazi. Una Biblia es atravesada por una mano con el símbolo nazi, todo un juego de significados, producto del desarrollo de la Escuela de comunicación estadounidense durante la II Guerra Mundial.

Por otro lado, varios historiadores con un marcado sentimiento antinazi que han escrito sobre Hitler, como Joachim Fest, Ian Kershaw y Alan Bullock, concuerdan en que, además de su odio hacia el judaísmo, Hitler también tenía un notado sentimiento anticristiano, afirmaciones que se contradicen con las declaraciones al respecto del propio Hitler tanto en su libro Mi lucha como en numerosos discursos. Al respecto, destaca una colección de extractos y transcripciones editadas por Martin Bormann, titulada Las conversaciones privadas de Hitler, donde se da testimonio de colegas íntimos que afirman que, ya en el poder, Hitler a menudo pronunciaba opiniones privadas hostiles hacia el cristianismo.
Gerhard L. Weinberg cita una conversación el 13 de diciembre de 1941, en la que Hitler se refirió al cristianismo como una "enfermedad" y una "droga". Lo cita "culpando" a los judíos de la existencia del cristianismo:

"El judío, que fraudulentamente introdujo el cristianismo en el mundo antiguo - con el fin de arruinarlo -reabrió el mismo incumplimiento en los tiempos modernos, esta vez tomando como pretexto la cuestión social".

En 1933, un reporte de Herman Rauschning, que aunque la veracidad de sus obras sobre el nazismo han sido muy discutidas y no gozan apenas de credibilidad, citó a Hitler presentando al cristianismo como un tropiezo para el nacionalismo germano, :

"Uno o es alemán o es cristiano. No puedes ser los dos".

De igual forma, en el libro Gespräche mit Hitler (Hitler Speaks), se cita a Rauschning en una conversación privada con Hitler en la que el líder nazi repudia al Dios de la Biblia, describiendo a los Diez Mandamientos como "la maldición del monte Sinaí", y añadiendo:

"Hablando históricamente, la religión cristiana no es más que una secta judía... Después de la destrucción del judaísmo, la extinción de la moral de esclavos cristianos debería seguir lógicamente".

Rummel Rudolph cita a Hitler después de la invasión de la Unión Soviética en 1941 reafirmando la dicha contrariedad entre su régimen y la cristiandad:

"El nacionalsocialismo y la religión no pueden coexistir... El golpe más duro que jamás haya golpeado la humanidad fue la llegada del cristianismo. El bolchevismo es el hijo ilegítimo del cristianismo. Ambos son invenciones del judío"

En "El testamento de Adolfo Hitler" (1945), François Genoud cita al Führer hablando de forma similar:

"El cristianismo no es una religión natural para los alemanes, sino una religión que ha sido importada y no trae ningún eco favorable al corazón y es ajena al genio inherente de la raza".
13 de febrero de 1945

El biógrafo de Hitler, Allan Bullock, concluyó que Hitler no creía en Dios y que consideraba el cristianismo "una rebelión contra la ley natural de selección por medio de lucha y supervivencia del más fuerte".
En contraste con estas afirmaciones, a continuación se muestran varias citas extraídas de Mein Kampf y de otros libros en los que participó el propio Hitler, dejando en entredicho la supuesta hostilidad hacia el cristianismo y su simpatía por el ocultismo germano:

"Ambos somos católicos: ¿significa ello que en consecuencia no deberíamos decir tales cosas? ¿De verdad querría hacérsenos creer que jamás se habría dado nada reprochable en la Iglesia? Decimos tales cosas precisamente porque somos católicos." Bolchevismo de Moises a Lenin, diálogo entre Dietrich Eckart y Adolf Hitler.

Aún con los serios problemas que tenía Hitler en aquellos años con la guerra, estuvo muy atento de controlar a los mandos neopaganos que no hiciesen leyes anticristianas, así en enero de 1942, Rosenberg y en abril de 1943, Bormann, tuvieron que enviar órdenes a sus mandos para que se abstuviesen de toda crítica religiosa.

"Siempre le he indicado a Rosenberg - palabras de Hitler - que uno no debe meterse ni con las faldas ni con las sotanas." Hitler’s Secret Conversations - diálogos en el Cuartel General - el 4 de Julio de 1942.

"Hitler indicó que había sido un gran error para Rosenberg quedar envuelto en polémicas con la Iglesia Católica; según notas del Cardenal Schulte sobre su conversación con Hitler el 7 de febrero de 1934, este le había indicado que a él no le gustaba el libro de su colaborador." Hjalmar Schacht, en "My first Seventy - Six Years"